# Santiago Torres Bernárdez
Santiago Torres Bernárdez (* 18. November 1929 in Vigo) ist ein spanischer Jurist. Er fungierte von 1980 bis 1986 als Kanzler sowie in sieben Fällen als Ad-hoc-Richter am Internationalen Gerichtshof. Seit 1981 ist er Mitglied des Institut de Droit international.

## Leben
Santiago Torres Bernárdez wurde 1929 in Vigo geboren und schloss 1952 ein Studium der Rechtswissenschaften an der Universität Valladolid ab, an der er sieben Jahre später auch promovierte, nachdem er zuvor bereits 1957 an der Universität des Saarlandes ebenfalls einen Doktorgrad erlangt hatte. Er profilierte sich anschließend im Bereich des internationalen Rechts und wirkte als Rechtsberater, als Anwalt vor internationalen Gerichten sowie als Schlichter für das Internationale Zentrum zur Beilegung von Investitionsstreitigkeiten und ab 1987 als Mitglied des Ständigen Schiedshofs. Darüber hinaus unterrichtete er als Gastdozent an verschiedenen spanischen Universitäten und 1995 als Dozent an der Haager Akademie für Völkerrecht.
Von 1980 bis 1986 fungierte Santiago Torres Bernárdez als Kanzler und damit als Leiter der Geschäftsstelle und leitender Verwaltungsbeamter des Internationalen Gerichtshofs (IGH) in Den Haag. Darüber hinaus war er am IGH in sieben Fällen als Richter ad hoc tätig. Dabei wurde er in drei Fällen durch Honduras, in zwei Fällen durch sein Heimatland Spanien sowie in je einem Fall durch Katar und durch Uruguay nominiert. Er kandidierte außerdem 1995 bei der Nachwahl infolge des Todes des italienischen Richters Roberto Ago, unterlag jedoch ebenso wie Pieter Kooijmans aus den Niederlanden und Mehmet Güney aus der Türkei Agos Landsmann Luigi Ferrari Bravo.

## Auszeichnungen
Santiago Torres Bernárdez gehört seit 1981 dem Institut de Droit international an und erhielt 1987 in seinem Heimatland das Großkreuz des Orden del Mérito Civil sowie 1993 einen Ehrendoktortitel der Universität Alcalá.